# 肯塔基州縣級行政區列表

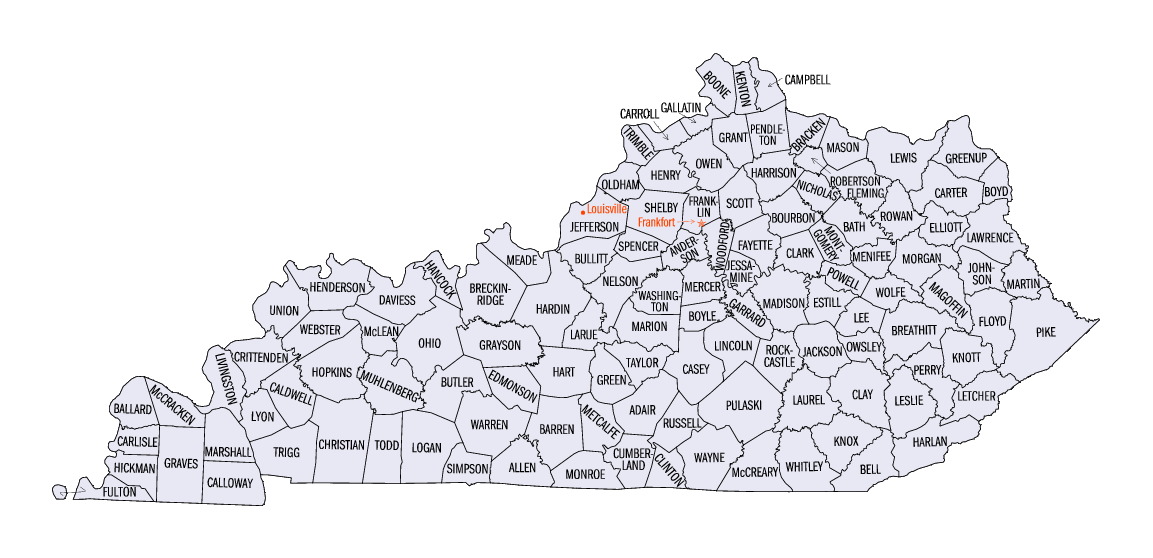
肯塔基州分縣圖

这个列表列出美國肯塔基州的120個縣。

## 概說
肯塔基州的面積在全美排第三十七位，但其轄下縣的數目僅次於德克薩斯州（254個）和喬治亞州（159個），在全美國各州中排名第三。

## 沿革
肯塔基州的120個縣，都是從創立初期的3個縣不斷分治而設立的。設立這麼多的縣，是為確保居民在昔日路況不佳和騎馬旅行的情況下可以當日來回於縣治和居所之間，以及在相同情形下從一個縣治到另一個縣治。後來，政治因素也牽涉在內：民眾不認同所屬縣政府作為的，就連署設立新的縣。1891年肯塔基州憲法對設置新縣訂下較為嚴格的規定，當中要求新的縣：
- 土地面積至少要有400平方英里（約1,036平方公里）；
- 人口至少要有12,000人；
- 建立新縣，不能使現存的縣的土地面積減少至小於400平方英里；
- 建立新縣，不能使現存的縣的人口減少至小於12,000人；
- 新縣的邊界不能距離現存的縣治少於10英里（約10.7公里）。

至此，不停建立新縣的趨勢才被遏止下來。自1891年以來，只建立了麥克雷里縣一縣。
目前，由於全州面積最大的縣，即派克縣面積為788平方英里，在目前州憲的規定下，已經無法建立新的縣。新建的縣的面積要麼少於400平方英里，或者令現存的縣的面積少於400平方英里。由多於一個現存的縣各自分出部份土地建立新縣在理論上仍然可行（麥克雷里縣就是這樣建立的），但面積和邊界限制大大減低了這種情況的可行性。
每縣都配有一個聯邦資訊處理標準（FIPS）代碼，供美國聯邦政府認別每一個縣。在這裡代碼與縣的人口數據相連。

## 肯塔基州各縣（按英文字母先後排列）
| 縣名                             | FIPS 編碼                  | 縣治                   | 成立年份 | 自何縣分出                                                          | 命名出處 | 在肯塔基州的位置                              |
| 亞代爾縣 Adair County            | 001 （页面存档备份，存于） | 哥倫比亞               | 1802     | 格林縣                                                              | 约翰·亚岱尔，第8任肯塔基州州长（1820–1824） | 37°6′36″N 85°16′48″W / 37.11000°N 85.28000°W  |
| 艾倫縣 Allan County              | 003 （页面存档备份，存于） | 斯科茨維爾             | 1815     | 巴倫縣 和 沃倫縣                                                    | 約翰·艾倫上校（John Allen，1771–1813），1812年戰爭時期軍官                                                                                          | 36°45′0″N 86°11′24″W / 36.75000°N 86.19000°W  |
| 安德森縣 Anderson County         | 005 （页面存档备份，存于） | 勞倫斯堡               | 1827     | 富蘭克林縣、 華盛頓縣和 默瑟縣                                      | 小R·C·安德森（Richard Clough Anderson, Jr.），聯邦眾議員 （1817–1821）                                                                              | 38°0′0″N 84°59′24″W / 38.00000°N 84.99000°W   |
| 巴拉德縣 Ballard County          | 007 （页面存档备份，存于） | 威克利夫               | 1842     | 希克曼縣 和 麥克拉肯縣                                              | 1812年戰爭時期軍官布蘭德·威廉斯·巴拉德 （Bland Williams Ballard，1761–1853）                                                                        | 37°3′36″N 89°0′0″W / 37.06000°N 89.00000°W    |
| 巴倫縣 Barren County             | 009 （页面存档备份，存于） | 格拉斯哥               | 1798     | 格林縣 和 沃倫縣                                                    | 肯塔基州的草原區 | 36°57′36″N 85°55′48″W / 36.96000°N 85.93000°W |
| 巴斯縣 Bath County               | 011 （页面存档备份，存于） | 奧因斯維爾             | 1811     | 蒙哥馬利縣                                                          | 縣境內的藥用泉水 | 38°8′24″N 83°44′24″W / 38.14000°N 83.74000°W  |
| 貝爾縣 Bell County               | 013 （页面存档备份，存于） | 派恩維爾               | 1867     | 哈倫縣 和 諾克斯縣                                                  | 州議員約書亞·F·貝爾（Joshua Fry Bell），1862–1867年任職                                                                                             | 36°44′24″N 83°40′12″W / 36.74000°N 83.67000°W |
| 布恩縣 Boone County              | 015 （页面存档备份，存于） | 伯靈頓                 | 1798     | 坎貝爾縣                                                            | 丹尼爾·布恩（Daniel Boone，1734–1820），拓荒者 | 38°58′12″N 84°43′48″W / 38.97000°N 84.73000°W |
| 波旁縣 Bourbon County            | 017 （页面存档备份，存于） | 巴黎                   | 1785     | 費耶特縣                                                            | 波旁王室 | 38°12′0″N 84°12′36″W / 38.20000°N 84.21000°W  |
| 博伊德縣 Boyd County             | 019 （页面存档备份，存于） | 卡特里次堡             | 1860     | 格里納普縣、 卡特縣和 勞倫斯縣                                      | 林·博伊德，美國國會議員（1835–1837；1839–1855）、肯塔基州副州長（1859）                                                                             | 38°21′36″N 82°41′24″W / 38.36000°N 82.69000°W |
| 博伊爾縣 Boyle County            | 021 （页面存档备份，存于） | 丹維爾                 | 1842     | 林肯縣 和 默瑟縣                                                    | 約翰·博伊爾（John Boyle），聯邦眾議員、肯塔基州上訴法院法官、首席法官（1810–1826）、聯邦地方法院法官                                                | 37°37′12″N 84°52′12″W / 37.62000°N 84.87000°W |
| 布拉肯縣 Bracken County          | 023 （页面存档备份，存于） | 布魯克斯維爾           | 1796     | 梅森縣 和 坎貝爾縣                                                  | 威廉·布拉肯（William Bracken），毛皮商、拓荒者 | 38°41′24″N 84°4′48″W / 38.69000°N 84.08000°W  |
| 布雷薩特縣 Breathitt County      | 025 （页面存档备份，存于） | 傑克遜                 | 1839     | 克萊縣、 佩里縣和 埃斯蒂爾縣                                        | 肯塔基州州長約翰·布雷薩特（John Breathitt），1832–1834年任職                                                                                        | 37°31′12″N 83°19′12″W / 37.52000°N 83.32000°W |
| 布雷肯里奇縣 Breckinridge County | 027 （页面存档备份，存于） | 哈丁斯堡               | 1799     | 哈丁縣                                                              | 約翰·布雷肯里奇 （John Breckinridge，1760–1806），肯塔基州政治家                                                                                    | 37°46′12″N 86°25′48″W / 37.77000°N 86.43000°W |
| 布利特縣 Bullitt County          | 029 （页面存档备份，存于） | 謝潑茲維爾             | 1796     | 傑弗遜縣 和 納爾遜縣                                                | 亞歷山大·斯科特·布利特（Alexander Scott Bullitt），1800–1804年任肯塔基州副州長                                                                      | 37°58′12″N 85°42′0″W / 37.97000°N 85.70000°W  |
| 巴特勒縣 Butler County           | 031 （页面存档备份，存于） | 摩根鎮                 | 1810     | 洛根縣 和 俄亥俄縣                                                  | 美國獨立戰爭將領理查·巴特勒 （Richard Butler，1743–1791）                                                                                           | 37°12′36″N 86°40′48″W / 37.21000°N 86.68000°W |
| 考德威爾縣 Caldwell County       | 033 （页面存档备份，存于） | 普林斯頓               | 1809     | 利文斯頓縣                                                          | 第二任副州長約翰·考德威爾（John Caldwell），1804年任職                                                                                              | 37°9′0″N 87°52′12″W / 37.15000°N 87.87000°W   |
| 卡洛威縣 Calloway County         | 035 （页面存档备份，存于） | 穆雷                   | 1822     | 希克曼縣                                                            | 拓荒者理查·卡洛威 （Richard Callaway，1724–1780）                                                                                                   | 36°37′12″N 88°16′12″W / 36.62000°N 88.27000°W |
| 坎貝爾縣 Campbell County         | 037                        | 亞歷山德里亞 和 紐波特 | 1794     | 哈里森縣、 梅森縣和 斯科特縣                                        | 約翰·坎貝爾 （John Campbell，1735–1799），獨立戰爭時期軍人                                                                                          | 38°57′0″N 84°22′48″W / 38.95000°N 84.38000°W  |
| 卡萊爾縣 Carlisle County         | 039 （页面存档备份，存于） | 巴德韋爾               | 1886     | 希克曼縣                                                            | 約翰·G·卡萊爾（John G. Carlisle），國會議員 （1877–1889）                                                                                           | 36°51′0″N 88°58′48″W / 36.85000°N 88.98000°W  |
| 卡羅爾縣 Carroll County          | 041 （页面存档备份，存于） | 卡罗尔顿               | 1838     | 加拉廷縣、 川波縣和 亨利縣                                          | 卡羅爾頓的查爾斯·卡羅爾 （Charles Carroll of Carrollton，1737–1832），《美國獨立宣言》簽署者中最晚去世者                                            | 38°40′12″N 85°7′48″W / 38.67000°N 85.13000°W  |
| 卡特縣 Carter County             | 043 （页面存档备份，存于） | 格雷森                 | 1838     | 格里納普縣 和 勞倫斯縣                                              | 州議員威廉·格雷森·卡特（William Grayson Carter），1834–1838年任職                                                                                   | 38°19′48″N 83°3′0″W / 38.33000°N 83.05000°W   |
| 凱西縣 Casey County              | 045 （页面存档备份，存于） | 利伯蒂                 | 1806     | 林肯縣                                                              | 威廉·凱西 （William Casey，1754–1816），美國獨立戰爭時期軍人                                                                                        | 37°19′12″N 84°55′48″W / 37.32000°N 84.93000°W |
| 克里斯琴縣 Christian County      | 047 （页面存档备份，存于） | 霍普金斯維爾           | 1796     | 洛根縣                                                              | 美國獨立戰爭時期軍人威廉·克里斯琴 （William Christian，1743–1786）                                                                                  | 36°54′0″N 87°29′24″W / 36.90000°N 87.49000°W  |
| 克拉克縣 Clark County            | 049 （页面存档备份，存于） | 溫徹斯特               | 1792     | 波旁縣 和 費耶特縣                                                  | 美國獨立戰爭時期軍人喬治·羅傑斯·克拉克 （George Rogers Clark，1752–1818）                                                                           | 37°58′12″N 84°9′0″W / 37.97000°N 84.15000°W   |
| 克萊縣 Clay County               | 051 （页面存档备份，存于） | 曼徹斯特               | 1807     | 麥迪遜縣、 弗洛伊德縣和 諾克斯縣                                    | 格林·克萊 （Green Clay，1757–1828），將軍、測量員                                                                                                   | 37°9′36″N 83°42′36″W / 37.16000°N 83.71000°W  |
| 克林頓縣 Clinton County          | 053 （页面存档备份，存于） | 奧爾巴尼               | 1835     | 坎伯蘭縣 和 韋恩縣                                                  | 紐約州州長迪威特·克林頓（DeWitt Clinton），1817–1823年任職                                                                                          | 36°43′12″N 85°7′48″W / 36.72000°N 85.13000°W  |
| 克里坦登縣 Crittenden County     | 055 （页面存档备份，存于） | 馬里昂                 | 1842     | 利文斯頓縣                                                          | 肯塔基州州長約翰·J·克里坦登（John Jordan Crittenden），1848–1850年任職                                                                              | 37°21′36″N 88°5′24″W / 37.36000°N 88.09000°W  |
| 坎伯蘭縣 Cumberland County       | 057 （页面存档备份，存于） | 伯克斯維爾             | 1798     | 格林縣                                                              | 坎伯蘭河 | 36°46′48″N 85°23′24″W / 36.78000°N 85.39000°W |
| 戴維斯縣 Daviess County          | 059 （页面存档备份，存于） | 歐文斯伯勒             | 1815     | 俄亥俄縣                                                            | 在蒂帕卡努之役中陣亡的律師約瑟·H·戴維斯 （Joseph Hamilton Daveiss，1774–1811）                                                                      | 37°43′48″N 87°5′24″W / 37.73000°N 87.09000°W  |
| 埃德蒙森縣 Edmonson County       | 061 （页面存档备份，存于） | 布朗斯維爾             | 1825     | 哈特縣、 格雷森縣和 沃倫縣                                          | 在賴辛河之役陣亡的約翰·埃德蒙森上校（John Edmonson，1764–1813）                                                                                     | 37°12′36″N 86°15′0″W / 37.21000°N 86.25000°W  |
| 埃利奧特縣 Elliott County        | 063 （页面存档备份，存于） | 桑迪胡克               | 1869     | 摩根縣、 勞倫斯縣和 卡特縣                                          | 約翰·L·埃利奧特 （John Leslie Elliot） 或約翰·彌爾頓·埃利奧特 （John Milton Elliott，1820–1885），議員                                              | 38°7′12″N 83°6′0″W / 38.12000°N 83.10000°W    |
| 埃斯蒂爾縣 Estill County         | 065 （页面存档备份，存于） | 欧文                   | 1808     | 克拉克縣 和 麥迪遜縣                                                | 在利特爾芒廷之役陣亡的詹姆斯·埃斯蒂爾上校 （James Estill，1750–1782）                                                                               | 37°41′24″N 83°57′36″W / 37.69000°N 83.96000°W |
| 費耶特縣 Fayette County          | 067 （页面存档备份，存于） | 列克星敦               | 1780     | 原來的三個縣之一                                                    | 支援美國獨立的法國貴族拉法葉侯爵 （General Lafayette，1757–1834）                                                                                   | 38°2′24″N 84°27′36″W / 38.04000°N 84.46000°W  |
| 弗萊明縣 Fleming County          | 069 （页面存档备份，存于） | 弗萊明斯堡             | 1798     | 梅森縣                                                              | 約翰·弗萊明 （John Fleming，1735–1791），早期殖民者                                                                                                 | 38°22′12″N 83°41′24″W / 38.37000°N 83.69000°W |
| 弗洛伊德縣 Floyd County          | 071 （页面存档备份，存于） | 普雷斯頓斯堡           | 1800     | 弗萊明縣、 蒙哥馬里縣和 梅森縣                                      | 約翰·弗洛伊德 （John Floyd，1783–1837），測量員、拓荒者                                                                                             | 37°33′36″N 82°45′0″W / 37.56000°N 82.75000°W  |
| 富蘭克林縣 Franklin County       | 073 （页面存档备份，存于） | 法蘭克福               | 1794     | 默瑟縣、 謝爾比縣和 伍德福德縣                                      | 本傑明·富蘭克林 （Benjamin Franklin，1706–1790），美國開國元勳                                                                                      | 38°14′24″N 84°52′48″W / 38.24000°N 84.88000°W |
| 富爾頓縣 Fulton County           | 075 （页面存档备份，存于） | 希克曼                 | 1845     | 希克曼縣                                                            | 蒸汽船的發明者羅伯特·富爾頓 （Robert Fulton，1765–1815）                                                                                            | 36°33′0″N 89°11′24″W / 36.55000°N 89.19000°W  |
| 加拉廷縣 Gallatin County         | 077 （页面存档备份，存于） | 華沙                   | 1798     | 富蘭克林縣 和 謝爾比縣                                              | 阿伯特·加拉廷（Albert Gallatin），1801–1814年任美國財政部長                                                                                         | 38°45′36″N 84°51′36″W / 38.76000°N 84.86000°W |
| 加勒德縣 Garrard County          | 079 （页面存档备份，存于） | 蘭開斯特               | 1796     | 麥迪遜縣、 林肯縣和 默瑟縣                                          | 肯塔基州州長詹姆斯·加勒德，1796–1804年任職 | 37°29′0″N 84°32′24″W / 37.48333°N 84.54000°W  |
| 格蘭特縣 Grant County            | 081 （页面存档备份，存于） | 威廉斯敦               | 1820     | 彭德爾頓縣                                                          | 薩穋爾·格蘭特 （Samuel Grant，1762–1789或1794）、約翰·格蘭特 （John Grant，1754–1826）和／或斯奎爾·格蘭特 （Squire Grant，1764–1833），早期的殖民者 | 38°38′24″N 84°36′36″W / 38.64000°N 84.61000°W |
| 格雷夫斯縣 Graves County         | 083 （页面存档备份，存于） | 梅菲爾德               | 1824     | 希克曼縣                                                            | 在賴辛河之役陣亡的班傑明·格雷夫斯 （Benjamin F. Graves，1771–1813）                                                                                 | 36°43′12″N 88°39′0″W / 36.72000°N 88.65000°W  |
| 格雷森縣 Grayson County          | 085 （页面存档备份，存于） | 利奇菲爾德             | 1810     | 哈丁縣 和 俄亥俄縣                                                  | 威廉·格雷森 （William Grayson，1740–1790），喬治·華盛頓的副官                                                                                       | 37°27′36″N 86°21′0″W / 37.46000°N 86.35000°W  |
| 格林縣 Green County              | 087 （页面存档备份，存于） | 格林斯堡               | 1792     | 林肯縣 和 納爾遜縣                                                  | 美國獨立戰爭時期將領納瑟內爾·格林 （Nathanael Greene，1742–1786）                                                                                   | 37°15′36″N 85°33′0″W / 37.26000°N 85.55000°W  |
| 格里納普縣 Greenup County        | 089 （页面存档备份，存于） | 格里納普               | 1803     | 梅森縣                                                              | 肯塔基州州長克里斯多福·格里納普（Christopher Greenup），1804–1808年任職                                                                             | 38°32′24″N 82°55′12″W / 38.54000°N 82.92000°W |
| 漢考克縣 Hancock County          | 091 （页面存档备份，存于） | 霍斯維爾               | 1829     | 俄亥俄縣、 布雷肯里奇縣和 戴維斯縣                                  | 約翰·漢考克 （John Hancock，1737–1793），美國獨立宣言簽署人                                                                                         | 37°50′24″N 86°46′48″W / 37.84000°N 86.78000°W |
| 哈丁縣 Hardin County             | 093 （页面存档备份，存于） | 伊莉莎白敦             | 1792     | 納爾遜縣                                                            | 約翰·哈丁 （John Hardin，1753–1792），拓荒者 | 37°42′0″N 85°57′36″W / 37.70000°N 85.96000°W  |
| 哈倫縣 Harlan County             | 095 （页面存档备份，存于） | 哈倫                   | 1819     | 諾克斯縣                                                            | 西拉斯·哈倫 （Silas Harlan，1753–1782），在布魯利克斯之役中陣亡                                                                                     | 36°51′36″N 83°13′12″W / 36.86000°N 83.22000°W |
| 哈里森縣 Harrison County         | 097 （页面存档备份，存于） | 辛西安納               | 1793     | 波旁縣 和 斯科特縣                                                  | 本傑明·哈里森五世 （Benjamin Harrison V，1726–1791），肯塔基州憲法的作者之一                                                                        | 38°26′24″N 84°19′48″W / 38.44000°N 84.33000°W |
| 哈特縣 Hart County               | 099 （页面存档备份，存于） | 曼福德維爾             | 1819     | 哈丁縣 和 巴倫縣                                                    | 納瑟尼爾·G·S·哈特 （Nathaniel G. T. Hart，1784–1813），律師，在賴辛河之役陣亡                                                                       | 37°17′24″N 85°53′24″W / 37.29000°N 85.89000°W |
| 亨德森縣 Henderson County        | 101 （页面存档备份，存于） | 亨德森                 | 1798     | 克里斯琴縣                                                          | 理查·亨德森 （Richard Henderson，1734–1785），特蘭西瓦尼亞公司的創立者                                                                              | 37°48′0″N 87°34′12″W / 37.80000°N 87.57000°W  |
| 亨利縣 Henry County              | 103 （页面存档备份，存于） | 紐卡斯爾               | 1798     | 謝爾比縣                                                            | 派屈克·亨利 （Patrick Henry，1736–1799），美國愛國人士                                                                                              | 38°27′36″N 85°7′12″W / 38.46000°N 85.12000°W  |
| 希克曼縣 Hickman County          | 105 （页面存档备份，存于） | 克林頓                 | 1821     | 克里斯琴縣                                                          | 帕斯加爾 （Paschal Hickman）上校，在賴辛河之役陣亡                                                                                                  | 36°40′48″N 88°58′48″W / 36.68000°N 88.98000°W |
| 霍普金斯縣 Hopkins County        | 107 （页面存档备份，存于） | 麥迪遜維爾             | 1806     | 亨德森縣                                                            | 薩謬爾·霍普金斯 （Samuel Hopkins，1753–1819），美國獨立戰爭時期軍人                                                                                 | 37°18′36″N 87°32′24″W / 37.31000°N 87.54000°W |
| 傑克遜縣 Jackson County          | 109 （页面存档备份，存于） | 麥基                   | 1858     | 麥迪遜縣、 埃斯蒂爾縣、 奧斯利縣、 克萊縣、 勞雷爾縣和 羅克卡斯爾縣 | 安德魯·傑克遜（Andrew Jackson），美國第七任總統（1829–1837年）                                                                                      | 37°25′12″N 84°0′36″W / 37.42000°N 84.01000°W  |
| 傑弗遜縣 Jefferson County        | 111 （页面存档备份，存于） | 路易維爾               | 1780     | 原來的三個縣之一                                                    | 托马斯·杰斐逊，美國第三任總統（1801–1809年） | 38°11′24″N 85°39′36″W / 38.19000°N 85.66000°W |
| 傑薩曼縣 Jessamine County        | 113 （页面存档备份，存于） | 尼古拉斯維爾           | 1798     | 費耶特縣                                                            | 傑薩曼河 （Jessamine Creek） | 37°52′12″N 84°34′48″W / 37.87000°N 84.58000°W |
| 約翰遜縣 Johnson County          | 115 （页面存档备份，存于） | 佩恩茨维尔             | 1843     | 弗洛伊德縣特、 勞倫斯縣和 摩根縣                                    | 理察·M·詹森（Richard Mentor Johnson），1837–1841年任美國副總統                                                                                      | 37°50′24″N 82°49′48″W / 37.84000°N 82.83000°W |
| 肯頓縣 Kenton County             | 117                        | 卡温顿 和 獨立城       | 1840     | 坎貝爾縣                                                            | 西門·肯頓 （Simon Kenton，1755–1836），拓荒者 | 38°55′48″N 84°34′24″W / 38.93000°N 84.57333°W |
| 諾特縣 Knott County              | 119 （页面存档备份，存于） | 海恩德曼               | 1884     | 佩里縣、 萊徹縣、 弗洛伊德縣和 布雷薩特縣                           | 肯塔基州州長詹姆斯·P·諾特（James Proctor Knott），1883–1887年任職                                                                                   | 37°21′0″N 82°57′0″W / 37.35000°N 82.95000°W   |
| 諾克斯縣 Knox County             | 121 （页面存档备份，存于） | 巴伯維爾               | 1799     | 林肯縣                                                              | 亨利·諾克斯（Henry Knox），1785–1794年任美國戰爭部長                                                                                                | 36°53′24″N 83°51′0″W / 36.89000°N 83.85000°W  |
| 拉魯縣 Larue County              | 123 （页面存档备份，存于） | 霍金维尔               | 1843     | 哈丁縣                                                              | 約翰·拉魯 （John Larue，1746–1792），拓荒者 | 37°31′41″N 85°41′39″W / 37.52806°N 85.69417°W |
| 勞雷爾縣 Laurel County           | 125 （页面存档备份，存于） | 倫敦                   | 1825     | 羅克卡斯爾縣、克萊縣、 諾克斯縣和 惠特利縣                          | 月桂 | 37°6′36″N 84°7′12″W / 37.11000°N 84.12000°W   |
| 勞倫斯縣 Lawrence County         | 127 （页面存档备份，存于） | 路易莎                 | 1821     | 格里納普縣 和 弗洛伊德縣                                            | 詹姆斯·勞倫斯 （James Lawrence，1781–1813），1812年戰爭期間海軍司令                                                                                 | 38°3′36″N 82°43′48″W / 38.06000°N 82.73000°W  |
| 李縣 Lee County                  | 129 （页面存档备份，存于） | 比蒂维尔               | 1870     | 布雷薩特縣、 埃斯蒂爾縣、 奧斯利縣和 沃爾夫縣                       | 美國內戰南方名將羅伯特·李 （Robert E. Lee，1807–1870） 或李縣                                                                                       | 37°35′24″N 83°43′12″W / 37.59000°N 83.72000°W |
| 萊斯利縣 Leslie County           | 131 （页面存档备份，存于） | 海登                   | 1878     | 克萊縣、 佩里縣和 哈倫縣                                            | 普雷斯頓·萊斯利（Preston Leslie），1871–1875年任肯塔基州州長                                                                                        | 37°5′24″N 83°22′48″W / 37.09000°N 83.38000°W  |
| 萊徹縣 Letcher County            | 133 （页面存档备份，存于） | 懷茨堡                 | 1842     | 佩里縣 和 哈倫縣                                                    | 羅伯特·P·萊徹（Robert P. Letcher），1840–1844年任肯塔基州州長                                                                                       | 37°7′12″N 82°51′0″W / 37.12000°N 82.85000°W   |
| 劉易斯縣 Lewis County            | 135 （页面存档备份，存于） | 凡斯堡                 | 1806     | 梅森縣                                                              | 梅里韋瑟·劉易斯 （Meriwether Lewis，1774–1809），探險家                                                                                             | 38°31′48″N 83°23′24″W / 38.53000°N 83.39000°W |
| 林肯縣 Lincoln County            | 137 （页面存档备份，存于） | 斯坦福                 | 1780     | 原來的三個縣之一                                                    | 本傑明·林肯 （Benjamin Lincoln，1733–1810），美國獨立戰爭時期將領                                                                                   | 37°27′36″N 84°39′36″W / 37.46000°N 84.66000°W |
| 利文斯頓縣 Livingston County     | 139 （页面存档备份，存于） | 斯密司蘭               | 1799     | 克里斯琴縣                                                          | 羅伯特·利文斯頓 （Robert Livingston，1746–1813），美國獨立宣言起草五人委員會成員之一                                                                | 37°12′36″N 88°21′0″W / 37.21000°N 88.35000°W  |
| 洛根縣 Logan County              | 141 （页面存档备份，存于） | 拉塞爾維爾             | 1792     | 林肯縣                                                              | 本傑明·洛根 （Benjamin Logan，1742–1802），美國獨立戰爭時期將領                                                                                     | 36°51′36″N 86°52′48″W / 36.86000°N 86.88000°W |
| 萊昂縣 Lyon County               | 143 （页面存档备份，存于） | 艾迪維爾               | 1854     | 考德維爾縣                                                          | 齊坦丹·萊昂（Chittenden Lyon），1827–1835年任美國眾議員                                                                                             | 37°3′32″N 88°6′49″W / 37.05889°N 88.11361°W   |
| 麥迪遜縣 Madison County          | 151 （页面存档备份，存于） | 里奇蒙                 | 1785     | 林肯縣                                                              | 詹姆斯·麥迪遜（James Madison），美國第四任總統（1809–1817年）                                                                                       | 37°43′12″N 84°16′48″W / 37.72000°N 84.28000°W |
| 馬哥芬縣 Magoffin County         | 153 （页面存档备份，存于） | 薩利爾斯維爾           | 1860     | 弗洛伊德縣、 約翰遜縣和 摩根縣                                      | 比利亞·馬哥芬（Beriah Magoffin），1859–1862年任肯塔基州州長                                                                                         | 37°42′0″N 83°3′36″W / 37.70000°N 83.06000°W   |
| 馬里昂縣 Marion County           | 155 （页面存档备份，存于） | 黎巴嫩                 | 1834     | 華盛頓縣                                                            | 法蘭西斯·馬里昂 （Francis Marion，1732–1795），美國獨立戰爭時期將領                                                                                 | 37°33′0″N 85°16′12″W / 37.55000°N 85.27000°W  |
| 馬歇爾縣 Marshall County         | 157 （页面存档备份，存于） | 本頓                   | 1842     | 卡洛威縣                                                            | 約翰·馬歇爾（John Marshall），1801–1835年任美國首席大法官                                                                                           | 36°52′48″N 88°20′24″W / 36.88000°N 88.34000°W |
| 馬丁縣 Martin County             | 159 （页面存档备份，存于） | 艾內茲                 | 1870     | 弗洛伊德縣、 約翰遜縣、 派克縣和 勞倫斯縣                           | 約翰·P·馬丁（John P. Martin），1845–1847年任美國眾議員                                                                                              | 37°48′0″N 82°31′12″W / 37.80000°N 82.52000°W  |
| 梅森縣 Mason County              | 161 （页面存档备份，存于） | 梅斯維爾               | 1788     | 波旁縣                                                              | 喬治·梅森 （George Mason，1725–1792），政治家 | 38°36′0″N 83°49′48″W / 38.60000°N 83.83000°W  |
| 麥克拉肯縣 McCracken County      | 145 （页面存档备份，存于） | 帕迪尤加               | 1825     | 希克曼縣                                                            | 在賴辛河之役陣亡的維吉爾·麥克拉肯上校 （Virgil McCracken）                                                                                          | 37°3′36″N 88°43′12″W / 37.06000°N 88.72000°W  |
| 麥克雷里縣 McCreary County       | 147 （页面存档备份，存于） | 惠特利城               | 1912     | 普瓦斯基縣、 韋恩縣和 惠特利縣                                      | 約翰·麥克雷里（James McCreary），1912–1916年任肯塔基州州長                                                                                          | 36°44′24″N 84°28′48″W / 36.74000°N 84.48000°W |
| 麥克萊恩縣 McLean County         | 149 （页面存档备份，存于） | 卡爾霍恩               | 1854     | 戴維斯縣、 穆倫貝爾格縣和 俄亥俄縣                                  | 阿爾尼·麥克萊恩（Alney McLean），聯邦眾議員（1815–1817；1819–1821）                                                                                 | 37°31′48″N 87°15′36″W / 37.53000°N 87.26000°W |
| 米德縣 Meade County              | 163 （页面存档备份，存于） | 勃蘭登堡               | 1823     | 布雷肯里奇縣 和 哈丁縣                                              | 在賴辛河之役陣亡的詹姆斯·米德 （James Meade） | 37°58′48″N 86°13′12″W / 37.98000°N 86.22000°W |
| 門尼菲縣 Menifee County          | 165 （页面存档备份，存于） | 弗倫奇堡               | 1869     | 巴斯縣、 蒙哥馬里縣、 摩根縣、 鮑威爾縣和 沃爾夫縣                  | 聯邦眾議員理查·H·門尼菲（Richard H. Menefee），1837–1839年任職                                                                                      | 37°57′0″N 83°36′0″W / 37.95000°N 83.60000°W   |
| 默瑟縣 Mercer County             | 167 （页面存档备份，存于） | 哈羅茲堡               | 1785     | 林肯縣                                                              | 在普林斯頓之役中陣亡的休·默瑟 （Hugh Mercer，1726–1777）                                                                                            | 37°48′0″N 84°52′48″W / 37.80000°N 84.88000°W  |
| 梅特卡夫縣 Metcalfe County       | 169 （页面存档备份，存于） | 埃德蒙頓               | 1860     | 巴倫縣、 哈特縣、 格林縣、 亞代爾縣、 坎伯蘭縣和 門羅縣             | 肯塔基州州長湯瑪斯·梅特卡夫（Thomas Metcalfe），1828–1832年任職                                                                                     | 36°59′24″N 85°37′48″W / 36.99000°N 85.63000°W |
| 門羅縣 Monroe County             | 171 （页面存档备份，存于） | 湯普金斯維爾           | 1820     | 巴倫縣和 坎伯蘭縣                                                   | 詹姆斯·門羅（James Monroe），1817–1825年任美國總統                                                                                                  | 36°42′36″N 85°43′12″W / 36.71000°N 85.72000°W |
| 蒙哥馬利縣 Montgomery County     | 173 （页面存档备份，存于） | 芒特斯特靈             | 1796     | 克拉克縣                                                            | 在魁北克之役陣亡的將領理查·蒙哥馬利 （Richard Montgomery，1736–1775）                                                                               | 38°1′48″N 83°54′36″W / 38.03000°N 83.91000°W  |
| 摩根縣 Morgan County             | 175 （页面存档备份，存于） | 西利伯蒂               | 1822     | 巴斯縣 和 弗洛伊德縣                                                | 丹尼爾·摩根 （Daniel Morgan，1736–1802），美國獨立戰爭時期將領                                                                                      | 37°55′12″N 83°15′36″W / 37.92000°N 83.26000°W |
| 穆倫貝爾格縣 Muhlenberg County   | 177                        | 格林維爾               | 1798     | 克里斯琴縣 和 洛根縣                                                | 約翰·彼得·穆倫貝爾格 （John Peter Muhlenberg，1746–1807），美國獨立戰爭時期將領                                                                     | 37°12′36″N 87°9′0″W / 37.21000°N 87.15000°W   |
| 納爾遜縣 Nelson County           | 179 （页面存档备份，存于） | 巴茲敦                 | 1784     | 傑弗遜縣                                                            | 湯瑪斯·納爾遜 （Thomas Nelson, Jr.，1738–1789），獨立宣言簽署者                                                                                     | 37°48′0″N 85°28′12″W / 37.80000°N 85.47000°W  |
| 尼古拉斯縣 Nicolas County        | 181 （页面存档备份，存于） | 卡萊爾                 | 1799     | 梅森縣和波旁縣                                                      | 喬治·尼古拉斯 （George Nicholas，1743–1799），美國獨立戰爭時期上校                                                                                  | 38°20′24″N 84°0′36″W / 38.34000°N 84.01000°W  |
| 俄亥俄縣 Ohio County             | 183 （页面存档备份，存于） | 哈特福德               | 1798     | 哈丁縣                                                              | 俄亥俄河，在戴維斯縣和漢考克縣成立前為本縣的北界 | 37°28′12″N 86°50′24″W / 37.47000°N 86.84000°W |
| 奧爾德姆縣 Oldham County         | 185 （页面存档备份，存于） | 拉格蘭奇               | 1823     | 亨利縣、 傑弗遜縣和 謝爾比縣                                        | 威廉·奧爾德姆 （William Oldham，1753–1791），美國獨立戰爭時期上校                                                                                   | 38°24′0″N 85°26′24″W / 38.40000°N 85.44000°W  |
| 歐文縣 Owen County               | 187 （页面存档备份，存于） | 歐文敦                 | 1819     | 富蘭克林縣、 加拉廷縣和 斯科特縣                                    | 在蒂帕卡努之役中陣亡的亞伯拉罕·歐文 （Abraham Owen，1769–1811）                                                                                     | 38°31′48″N 84°49′48″W / 38.53000°N 84.83000°W |
| 奧斯利縣 Owsley County           | 189 （页面存档备份，存于） | 布恩維爾               | 1843     | 布雷薩特縣、 克萊縣和 埃斯蒂爾縣                                    | 威廉·奧斯利（William Owsley），肯塔基州州長（1844–1848）                                                                                            | 37°24′36″N 83°41′24″W / 37.41000°N 83.69000°W |
| 彭德爾頓縣 Pendleton County      | 191 （页面存档备份，存于） | 法爾茅斯               | 1798     | 坎貝爾縣 和 布拉肯縣                                                | 大陸會議成員埃德蒙·彭德爾頓 （Edmund Pendleton，1721–1803）                                                                                         | 38°41′24″N 84°21′36″W / 38.69000°N 84.36000°W |
| 佩里縣 Perry County              | 193 （页面存档备份，存于） | 哈澤德                 | 1820     | 弗洛伊德縣 和 克萊縣                                                | 1812年戰爭期間海軍將領奧利佛·哈澤德·佩里 （Oliver Hazard Perry，1785–1819）                                                                         | 37°14′24″N 83°13′48″W / 37.24000°N 83.23000°W |
| 派克縣 Pike County               | 195 （页面存档备份，存于） | 派克維爾               | 1821     | 弗洛伊德縣                                                          | 紀伯倫·派克 （Zebulon Pike，1779–1813），派克峰的發現者                                                                                             | 37°28′12″N 82°23′24″W / 37.47000°N 82.39000°W |
| 鮑威爾縣 Powell County           | 197 （页面存档备份，存于） | 斯坦頓                 | 1852     | 克拉克縣、 埃斯蒂爾縣和 蒙哥馬里縣                                  | 拉薩路·鮑威爾（Lazarus Whitehead Powell），1851–1855年任肯塔基州州長                                                                                | 37°49′48″N 83°49′48″W / 37.83000°N 83.83000°W |
| 普瓦斯基縣 Pulaski County        | 199 （页面存档备份，存于） | 索美塞特               | 1798     | 林肯縣 和 格林縣                                                    | 卡西米爾·普瓦斯基 （Casimir Pulaski，1746–1779），在沙瓦納之役中陣亡的波蘭人                                                                        | 37°6′0″N 84°34′48″W / 37.10000°N 84.58000°W   |
| 羅伯森縣 Robertson County        | 201 （页面存档备份，存于） | 芒特奧利弗特           | 1867     | 布拉肯縣、 哈里森縣、 梅森縣和 尼古拉斯縣                           | 喬治·羅伯森（George Robertson），1828–1843年任肯塔基州上訴法院首席法官                                                                              | 38°30′36″N 84°3′0″W / 38.51000°N 84.05000°W   |
| 羅克卡斯爾縣 Rockcastle County   | 203 （页面存档备份，存于） | 弗農山                 | 1810     | 林肯縣、 麥迪遜縣、 普瓦斯基縣和 諾克斯縣                           | 羅克卡斯爾河 （Rockcastle River），流經羅克卡斯爾縣和勞雷爾縣                                                                                       | 37°21′36″N 84°19′12″W / 37.36000°N 84.32000°W |
| 羅恩縣 Rowan County              | 205 （页面存档备份，存于） | 莫爾黑德               | 1856     | 弗萊明縣 和 摩根縣                                                  | 約翰·羅恩（John Rowan），美國國會議員（1809–1811；1825–1831）                                                                                       | 38°11′24″N 83°25′12″W / 38.19000°N 83.42000°W |
| 拉塞爾縣 Russell County          | 207 （页面存档备份，存于） | 詹姆斯頓               | 1825     | 亞代爾縣、 韋恩縣和 坎伯蘭縣                                        | 威廉·拉塞爾 （William Russell，1758–1825），美國獨立戰爭時期上校                                                                                    | 36°59′24″N 85°3′36″W / 36.99000°N 85.06000°W  |
| 斯科特縣 Scott County            | 209 （页面存档备份，存于） | 喬治城                 | 1792     | 伍德福德縣                                                          | 第四任州長查爾斯·斯科特（Charles Scott），1808–1812年任職                                                                                           | 38°18′0″N 84°34′48″W / 38.30000°N 84.58000°W  |
| 謝爾比縣 Shelby County           | 211 （页面存档备份，存于） | 謝爾比維爾             | 1792     | 傑弗遜縣                                                            | 第一、五任州長伊薩克·謝爾比（Isaac Shelby），1792–1796年及1812–1816年任職                                                                           | 38°13′12″N 85°11′24″W / 38.22000°N 85.19000°W |
| 辛普森縣 Simpson County          | 213 （页面存档备份，存于） | 富蘭克林               | 1819     | 艾倫縣、 洛根縣和 沃倫縣                                            | 在賴辛河之役陣亡的約翰·辛普森（John Simpson）上校                                                                                                   | 36°44′24″N 86°34′49″W / 36.74000°N 86.58028°W |
| 斯潘塞縣 Spencer County          | 215 （页面存档备份，存于） | 泰勒斯維爾             | 1824     | 納爾遜縣、 謝爾比縣和 布利特縣                                      | 在蒂帕卡努之役中陣亡的斯皮爾·斯潘塞（Spears Spencer）上校                                                                                           | 38°1′48″N 85°19′12″W / 38.03000°N 85.32000°W  |
| 泰勒縣 Taylor County             | 217 （页面存档备份，存于） | 坎貝爾斯維爾           | 1848     | 格林縣                                                              | 扎卡里·泰勒（Zachary Taylor），1849–1850年任美國總統                                                                                                | 37°22′12″N 85°19′48″W / 37.37000°N 85.33000°W |
| 托德縣 Todd County               | 219 （页面存档备份，存于） | 埃爾克頓               | 1819     | 洛根縣 和 克里斯琴縣                                                | 約翰·托德 （John Todd，1750–1782），在布魯利克斯之役中陣亡的上校                                                                                    | 36°50′24″N 87°10′48″W / 36.84000°N 87.18000°W |
| 特里格县 Trigg County            | 221 （页面存档备份，存于） | 加的斯                 | 1820     | 克里斯琴縣 和 考德威爾縣                                            | 史提芬·區格（Stephen Trigg，1744–1782），在布魯利克斯之役中陣亡的民兵上校                                                                           | 36°48′36″N 87°52′48″W / 36.81000°N 87.88000°W |
| 川波縣 Trimble County            | 223 （页面存档备份，存于） | 貝德福德               | 1837     | 加拉廷縣、 亨利縣和 奧爾德姆縣                                      | 羅伯特·川波（Robert Trimble），美國最高法院法官（1826–1828）                                                                                        | 38°36′0″N 85°20′24″W / 38.60000°N 85.34000°W  |
| 猶尼昂縣 Union County            | 225 （页面存档备份，存于） | 摩根菲爾德             | 1811     | 亨德森縣                                                            | 居民同心建立該縣的願望 | 37°39′36″N 87°57′00″W / 37.66000°N 87.95000°W |
| 沃倫縣 Warren County             | 227 （页面存档备份，存于） | 博靈格林               | 1796     | 洛根縣                                                              | 在邦克山戰役中戰死的約瑟夫·沃倫 （Joseph Warren，1741–1775）                                                                                        | 36°59′24″N 86°25′12″W / 36.99000°N 86.42000°W |
| 華盛頓縣 Washington County       | 229 （页面存档备份，存于） | 春田                   | 1792     | 傑弗遜縣                                                            | 喬治·華盛頓，美國第一任總統 （1789–1797） | 37°45′0″N 85°10′12″W / 37.75000°N 85.17000°W  |
| 韋恩縣 Wayne County              | 231 （页面存档备份，存于） | 蒙蒂塞洛               | 1800     | 普瓦斯基縣 和 坎伯蘭縣                                              | 美國獨立戰爭英雄安東尼·韋恩 （Anthony Wayne，1745–1796）                                                                                            | 36°48′36″N 84°49′48″W / 36.81000°N 84.83000°W |
| 韋伯斯特縣 Webster County        | 233 （页面存档备份，存于） | 迪克森                 | 1860     | 亨德森縣、 霍普金斯縣和 猶尼昂縣                                    | 美國國務卿丹尼爾·韋伯斯特（Daniel Webster），1841–1843年及1850–1852年任職                                                                           | 37°31′12″N 87°40′48″W / 37.52000°N 87.68000°W |
| 惠特利縣 Whitley County          | 235 （页面存档备份，存于） | 威廉斯堡               | 1818     | 諾克斯縣                                                            | 威廉·惠特利 （William Whitley，1749–1813），拓荒者                                                                                                  | 36°45′36″N 84°9′0″W / 36.76000°N 84.15000°W   |
| 沃爾夫縣 Wolfe County            | 237 （页面存档备份，存于） | 坎普頓                 | 1860     | 布雷薩特縣、 奧斯利縣和 鮑威爾縣                                    | 州議員納瑟內爾·沃爾夫 （Nathaniel Wolfe，1808–1865）                                                                                                | 37°44′24″N 83°29′24″W / 37.74000°N 83.49000°W |
| 伍德福德縣 Woodford County       | 239 （页面存档备份，存于） | 凡爾賽                 | 1788     | 費耶特縣                                                            | 大陸軍將領威廉·伍德福德 （William Woodford，1734–1780）                                                                                             | 83°29′24″N 84°44′24″W / 83.49000°N 84.74000°W |

## 輕觸式地圖
輕按下面地圖，或者用上面的列表，就可以進入該縣的條目。